# City of Ember: A la recerca de la llum
 City of Ember: A la recerca de la llum (títol original en anglès, City of Ember) és una pel·lícula estaunidenca dirigida per Gil Kenan, amb Bill Murray, estrenada el 2008.

## Argument
Estant a prop la fi del món, un grup de científics pren la decisió de tancar una part de la població en una ciutat subterrània, Ember, durant 200 anys. També confien a l'alcalde de la ciutat una capsa, que no ha d'obrir-se fins passats 200 anys, i que conté les informacions que han de permetre marxar de la ciutat. Però, un dia, la capsa es perd.
Els habitants de la Ciutat de l'ombra viuen amb la llum a la seva ciutat. Però el generador que permet aquesta il·luminació no funciona com abans, i sense el material adequat per reparar-lo, les llums de la ciutat vacil·len, i els habitants agafen por.
Aleshores, dos adolescents, Lina i Doon, decideixen anar a la recerca de solucions per tornar a il·luminar la seva ciutat. En el seu periple, també trobaran les veritats amagades de la Ciutat de l'ombra.

## Repartiment
- Bill Murray: Maire Cole
- Tim Robbins: Loris Harrow
- Saoirse Ronan: Lina Mayfleet
- Martin Landau: Sul
- Mackenzie Crook: Looper
- Mary Kay Place: Sra. Murdo
- Toby Jones: Barton Snode
- Marianne Jean-Baptiste: Clary
- Liz Smith: Granny
- Harry Treadaway: Doon Harrow
- Lucinda Dryzek: Lizzie Bisco
- Simon Kunz: Capità Fleery
- Frankie McCafferty: Arbin Swinn
- David Ryall: Cap "Builder"
- Heathcote Williams: Sadge Merrall
- Ian McElhinney: "Builder"
- B.J. Hogg: Guarda de l'alcalde